# 무우도
《무우도》(无忧渡)는 2025년 방송되었던 중국의 웹 드라마이다.

## 등장 인물
- 런자룬 - 구선야/만영 역
- 쑹쭈얼 - 단반하 역
- 쉬안옌 (宣言) - 초유황 역
- 판솬치 (范帅琦) - 사마령영 역
- 쭝펑옌 (宗峰岩) - 구창명 역
- 천이사 (陈依莎) - 구선야 모 역
- 차오쥔 (曹骏) - 자공 역
- 류뤄구 (刘若谷) - 치설 역
- 류치치 (刘琪锜) - 정주 역
- 창청 (常铖) - 고세풍 역